# Санта-Крус-де-лос-Каньямос
Санта-Крус-де-лос-Каньямос (ісп. Santa Cruz de los Cáñamos) — муніципалітет в Іспанії, у складі автономної спільноти Кастилія-Ла-Манча, у провінції Сьюдад-Реаль. Населення — 593 особи (2010).
Муніципалітет розташований на відстані близько 210 км на південь від Мадрида, 100 км на схід від Сьюдад-Реаля.

## Демографія
Динаміка населення (INE ):